# Washington Rodríguez Medina
Washington "Cuerito" Rodríguez Medina (Montevideo, 6 d'abril de 1944 - ibídem, 31 de desembre de 2014) va ser un boxejador uruguaià que va obtenir la medalla de bronze a la categoria masculina de pes gall (- 54 kg) durant els Jocs Olímpics d'Estiu de 1964.
Conegut popularment amb el malnom de "Cuerito", Rodríguez va competir com a professional el 1965 i mai no va ser derrotat. Es va retirar el 1969 amb cinc victòries i cap derrota.